# Солун-оол, Люндуп Иргитович
Люндуп Иргитович Солун-оол (6 февраля 1941, село Кара-Холь — 13 января 2023, Тыва) — советский и российский актёр театра, певец, Народный артист Российской Федерации (2005), Народный артист Республики Тыва (2001).

## Биография
Родился 6 февраля 1941 года в селе Кара-Холь Бай-Тайгинского кожууна Тувинской Народной Республики. Учился в Тээлинской средней школе Бай-Тайгинского района. В школьные годы писал стихи. Его стихи "Лениннин ооредии", "Россия" опубликовались в газете "Сылдысчыгаш", выходил на сцену - читал басни, прозу. Особенно ему удался отрывок про деда Щукаря из романа Шолохова. В 1960 году Л. И. Солун-оол  приехал на областной смотр самодеятельности, где был замечен его талант чтеца-комика. В тот период шел набор в театральную студию, где учили мастерству такие опытные режиссеры, как С.П. Майер, И.С. Забродин. Так и  поступил в Ленинградский государственный институт театра, музыки и кинематографии. В 1967 году окончил специальность "Актер драмы и кино". После окончания института устроился работать в Музыкально-драматический театр им. В. Кок-оола и до сих пор трудится. Сыграл много ролей, выступал с концертными номерами — пел романсы, читал басни, лирику тувинских поэтов композиции "Слово о Человеке", "Советы девушкам". Незабываемо пел "Мою любимую", "Огонек", "В землянке", Чечена в первой тувинской опере Р. Кенденбиля. Много занимался общественной работой, был парторгом, депутатом, председателем ВТО. Писал статьи о своей деятельности, о ролях в газете "Шын". Автор книги прозы, 16 статей, ряда сборников стихов. Его амплуа: характерный социальный герой, простак, герой-резонер.
Умер 13 января 2023 года.

## Роли[6]
- Седип "Хайыраан бот" В.Ш. Кок-оола
- Кенден-Хуурак "Хайыраан бот" В.Ш. Кок-оола
- Сарыг-Ашак "Хайыраан бот" В.Ш. Кок-оола
- шаман  "Хайыраан бот" В.Ш. Кок-оола
- главный герой "Женитьба Бальзаминова" Н. Островского
- Коршунов "Бедность не порок"Н. Островского
- Дудукин "Без вины виноватые" Н. Островского
- Сулдем "Уйгу чок Улуг-Хем" К.-Э. Кудажы
- Сандак "Донгур-оол" С. Тока
- Дерзии-Хаан "Кровавые следы" И.Ондара
- Едигей "Буранном полустанке" Ч. Айтматова
- Меркуцио "Ромео и Джульетта" У. Шекспира
- Фирс "Вишневый сад" А. Чехова
- Аскер "Аршин мал-алан" У. Гаджибекова
- Галимджан "Башмачки" Л. Гиззата и др.

## Награды и звания
- Заслуженный артист Тувинской АССР (1974)
- Заслуженный артист РСФСР (23 апреля 1985 года) — за заслуги в области советского театрального искусства[7]
- Лауреат Государственной премии Республики Тыва (1991)
- Народный артист Республики Тыва (2001)[8]
- Народный артист Российской Федерации (21 апреля 2005 года) — за большие заслуги в области искусства[9]
- Медаль «За доблестный труд» Республики Тыва (10 февраля 2006 года) — за заслуги в области искусства и многолетний плодотворный труд[10]
- Памятная юбилейная медаль Республики Тыва в ознаменование 100-летия единения России и Тувы и 100-летия основания г. Кызыла (18 июля 2014 года) — за достигнутые успехи и многолетний добросовестный труд[11]
- Юбилейная медаль в честь 100-летия образования Тувинской Народной Республики (9 сентября 2021 года) — за многолетнюю добросовестную работу[12]

## Семья
Жена — Зоя Солун-оол — основатель ансамбля песни и танца «Чечек-Саяны». Имел двух дочерей и сына.